# إدوارد بيرنت
إدوارد بيرنت هو سياسي أمريكي، ولد في 16 مارس 1849 في بوسطن في الولايات المتحدة، وتوفي في 5 نوفمبر 1925 في ميلتون في الولايات المتحدة. نشط حزبياً في الحزب الديمقراطي. وقد انتخب عضو مجلس النواب الأمريكي ‏.